# Alejandra Flores

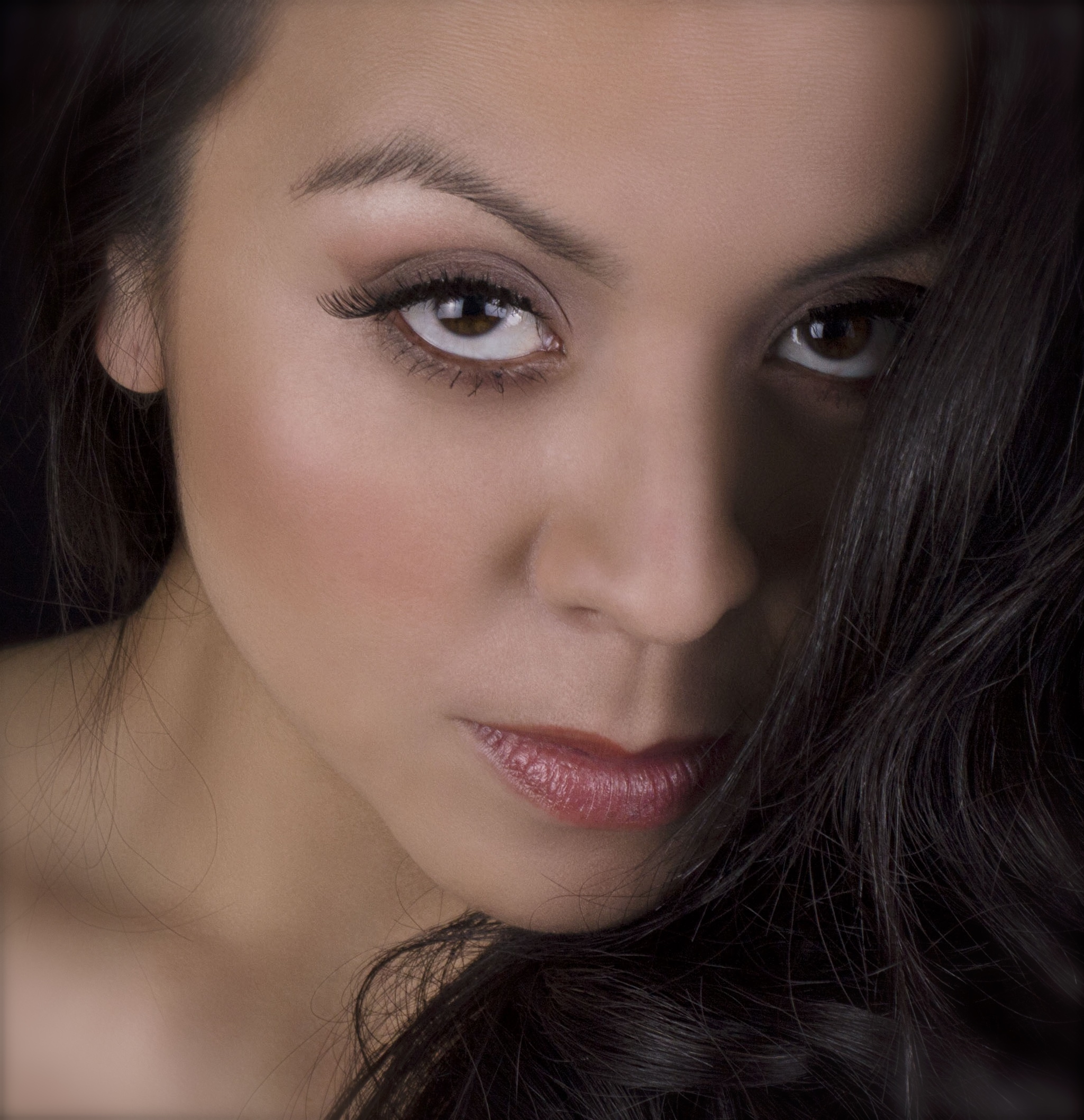
Alejandra Flores

Emilda María Alejandra Flores García (sinh 1986, Thành phố Guatemala) là một soprano (là một loại giọng nữ và có âm vực cao nhất trong tất cả các loại giọng) người Guatemala.

## Đầu đời
Cô học ngành Nghệ thuật Sân khấu tại Trường Nghệ thuật Cao cấp tại Đại học San Carlos ở Guatemala. Cô đã học âm nhạc với Zoila Luz García Salas (Nhạc viện Quốc gia thành phố Guatemala) và kỹ thuật trữ tình với Luis Felipe Girón May (Guatemala), Gustavo Manzitti (Học viện nghệ thuật Colón Theater, Buenos Aires, Argentina) và Amy Pfrimmer (Đại học Tulane, New Orleans, Hoa Kỳ). Cô đã cải tiến kỹ thuật thanh nhạc và diễn giải của mình với Massimo Pezzutti (Ý).

## Sự nghiệp
Cô tham gia vở kịch, opera và các buổi hòa nhạc và hát ở Trung Mỹ, Nam Mỹ và Hoa Kỳ. Ở Guatemala, cô biểu diễn trên các sân khấu quan trọng nhất của đất nước: Grand Hall of the National Theater, Chamber Theater "Hugo Carrillo", Municipal Theater của Quetzaltenango, National Music Conservatory "Germán Alcántara", Auditorium Juan Bautista Gutiérrez, Auditorium Mariano Gálvez, Auditorium of the Universidad del Valle, Auditorium Alejandro von Humboldt, Abril Theater, Solo Theater và Dick Smith Theater.
Cô tham gia buổi trình diễn đầu tiên của vở opera Il Duce bởi Federico García Vigil, đóng vai Rachele (ợ của Mussolini) tại Nhà hát Solís ở Montevideo (Uruguay). Cô hát ở Rigoletto bởi Giuseppe Verdi tại Jefferson Performing Arts Center và trong một số buổi hòa nhạc cho Jefferson Performing Arts Society (New Orleans, Louisiana, Hoa Kỳ). Cô là khách mời danh dự tại La Casona de la Ópera ở San José, Costa Rica. Cô được đi kèm với các nhạc sĩ lớn như Andrea Bacchetti, Gianfranco Bortolato và Massimiliano Damerini.

## Công nhận
- Gold Medal at The World Championships of Performing Arts in Los Angeles, California
- Arco Iris Maya Trophy for best young voice (Guatemala)
- Artist Award of the Year 2004 as Opera Revelation Artist (Guatemala)
- Acknowledgment Diploma for her "High Artistic Quality and Lyric Art Contribution" (Guatemalan Ministry of Culture and General Direction of the Arts)
- Artist Award of the Year 2014[3] for Artistic Career in Belcanto (Guatemala)
- Distinguished Visitor Diploma of the City of Quetzaltenango (Guatemala) for her artistic labor and cultural collaboration
- First Prize at the First Central America Opera Competition[4] – Concecali[5] 2016, San José (Costa Rica)

## Hình ảnh

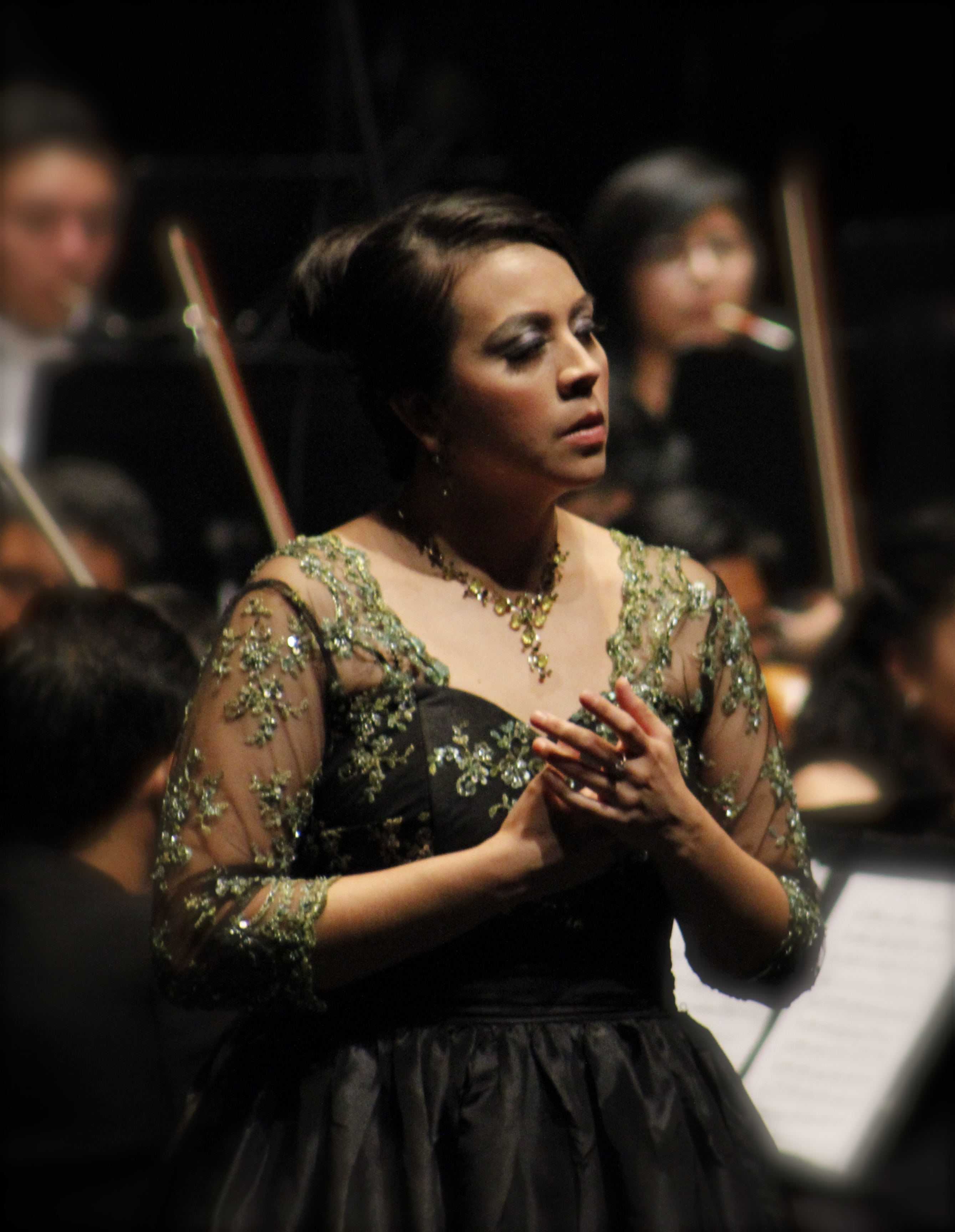
Hòa nhạc tại Nhà hát Quốc gia Guatemala
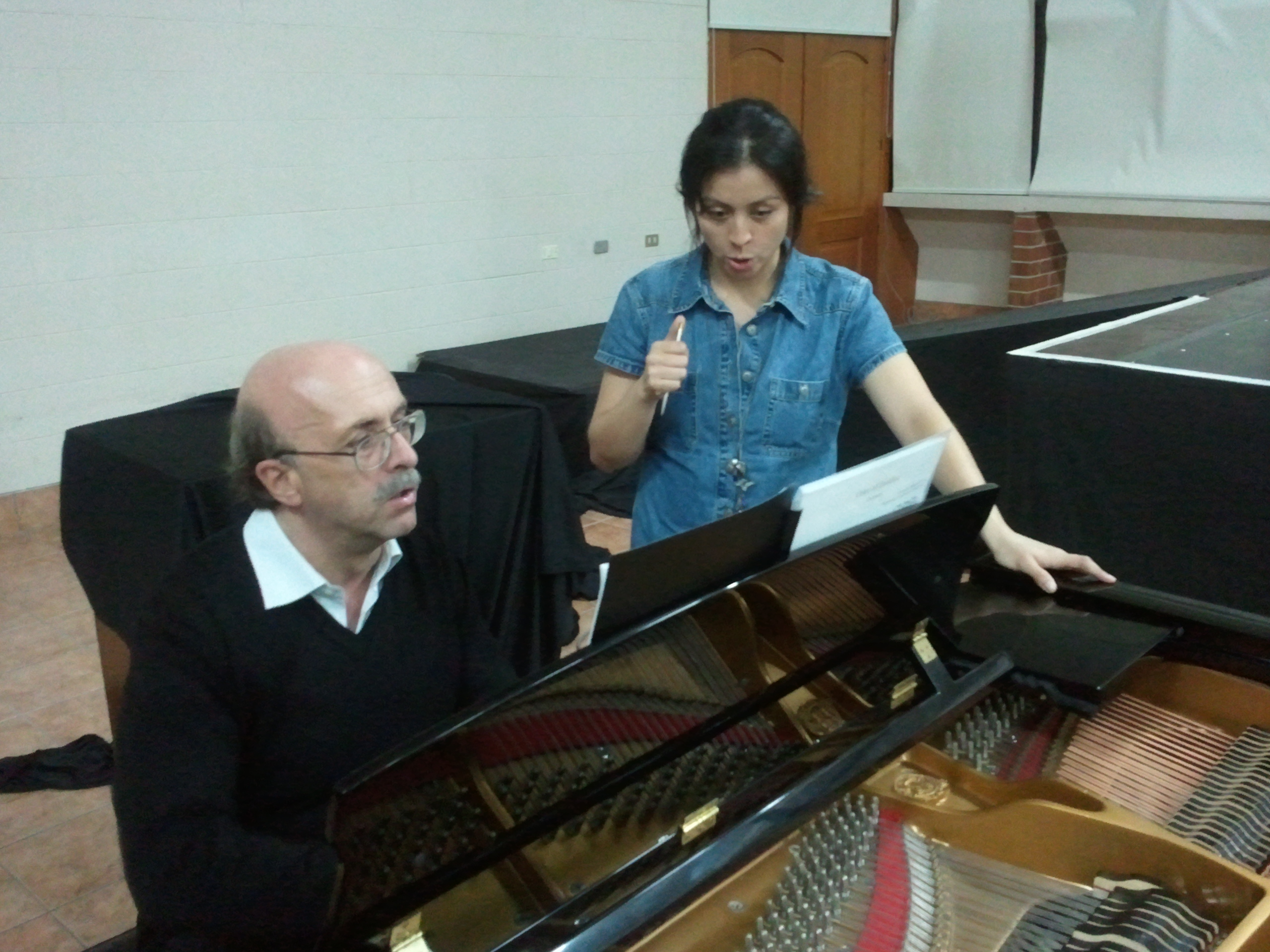
Làm việc với nhạc trưởng Guido Maria Guida (it)
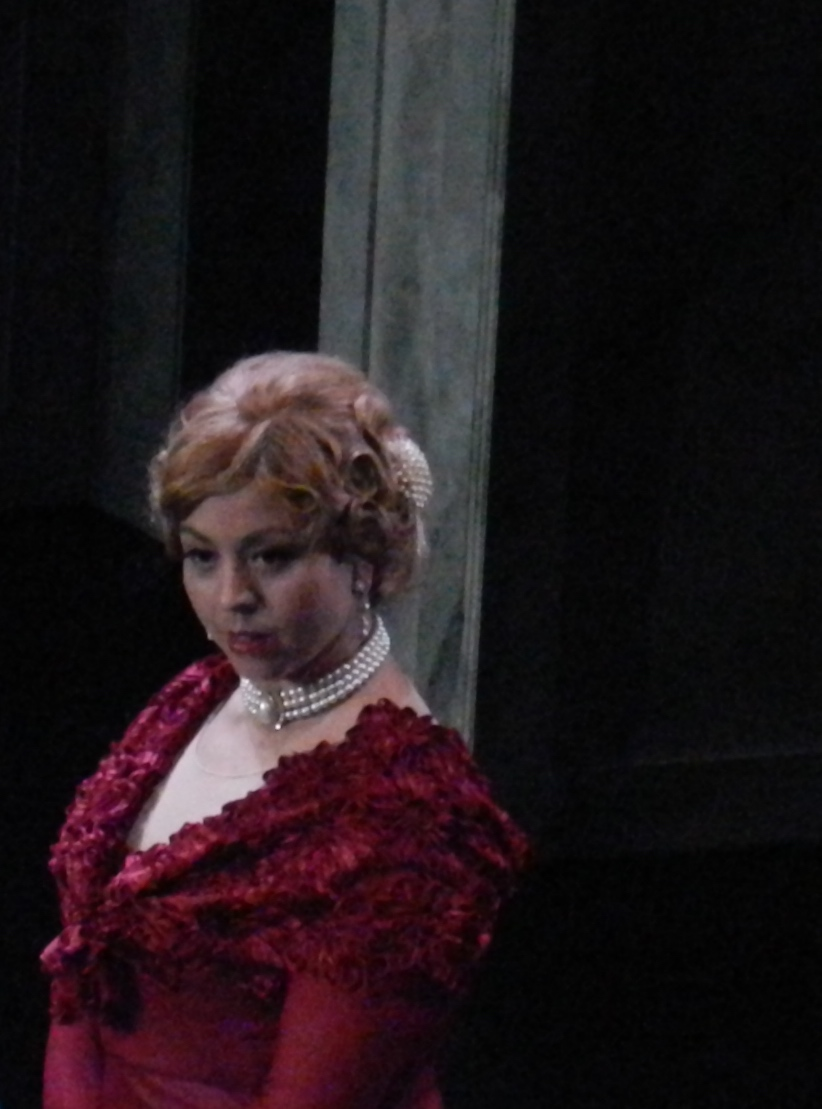
Vai Rachele từ vở opera Il Duce tại Teatro Solís của Montevideo
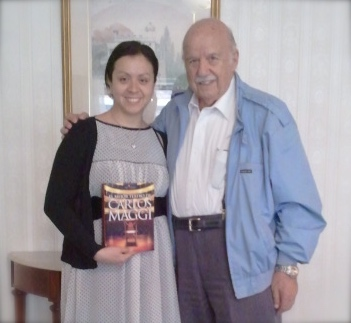
Với nhà viết kịch Carlos Maggi, người ghi âm của Il Duce
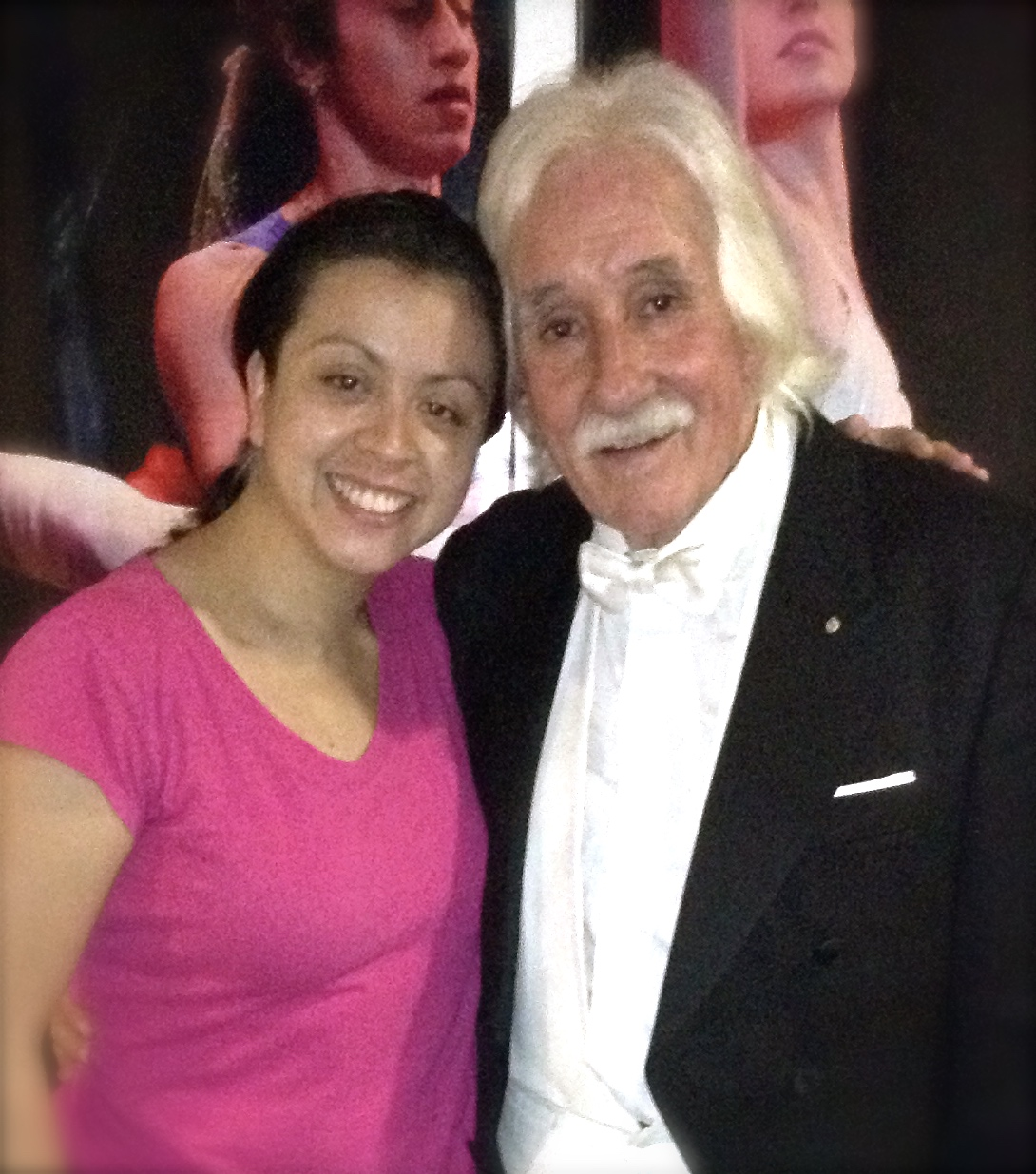
Với Federico García Vigil, vào cuối buổi biểu diễn
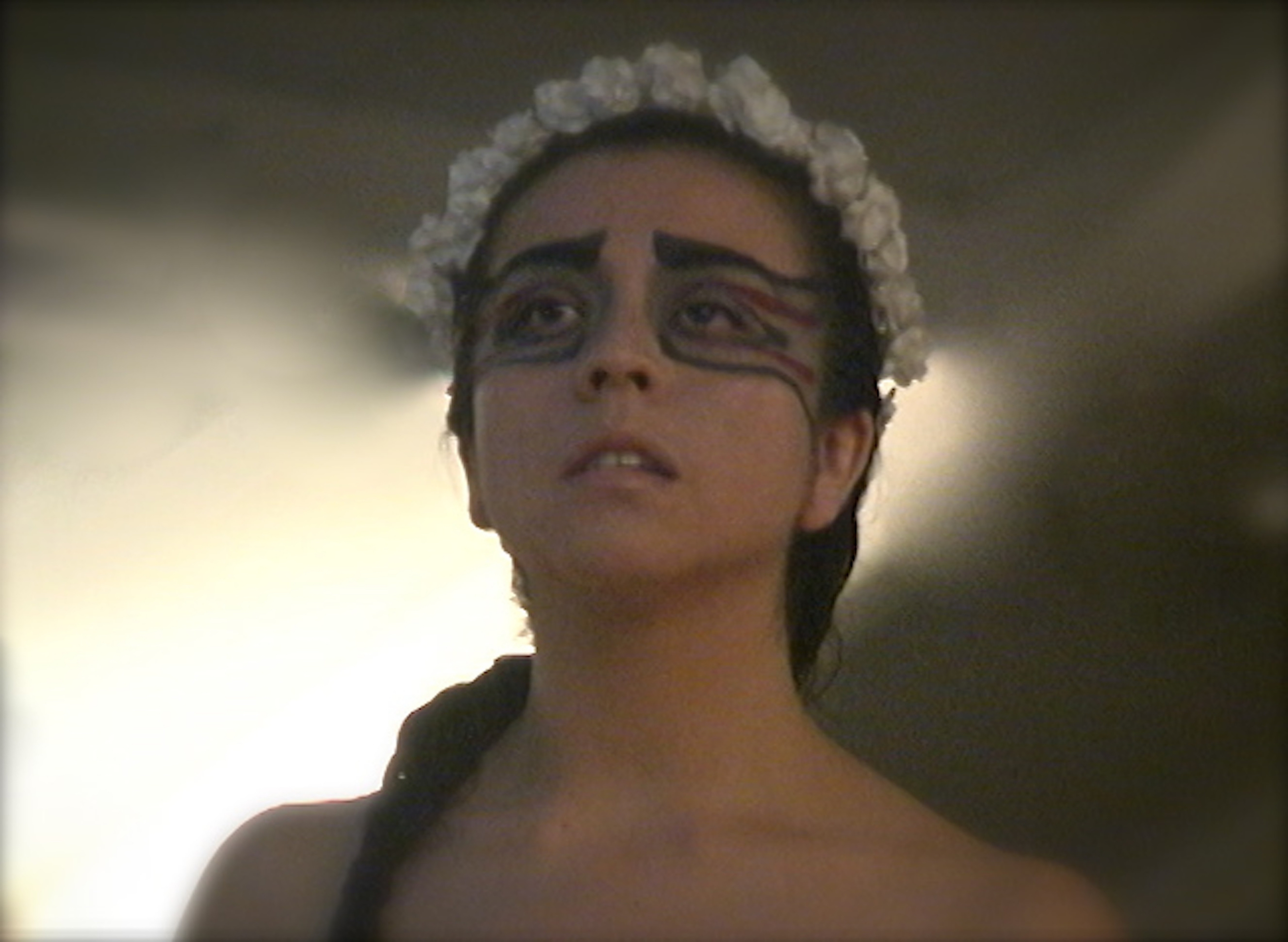
Vai Euridice (Gluck)
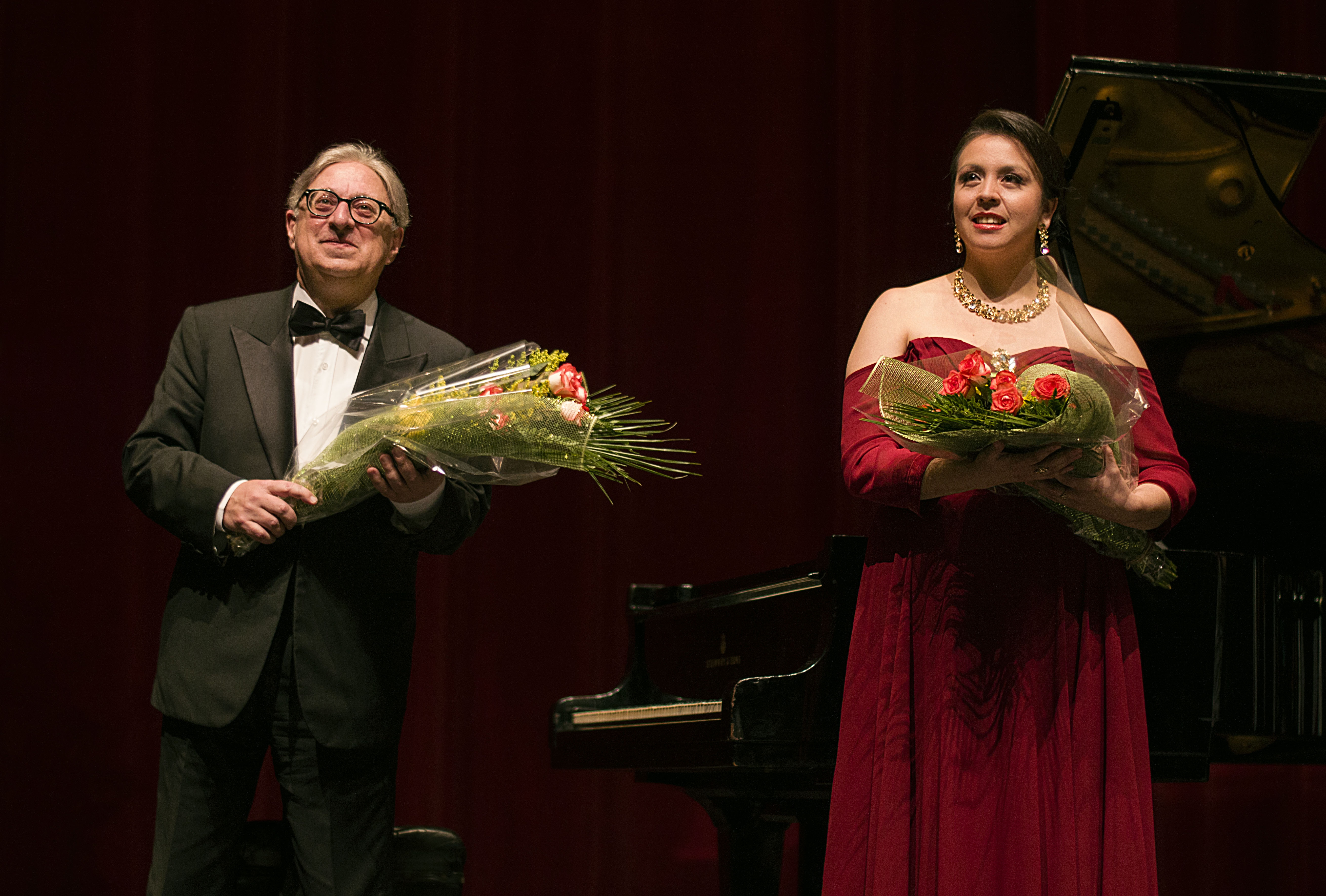
Buổi hòa nhạc của Flores 'và Massimiliano Damerini
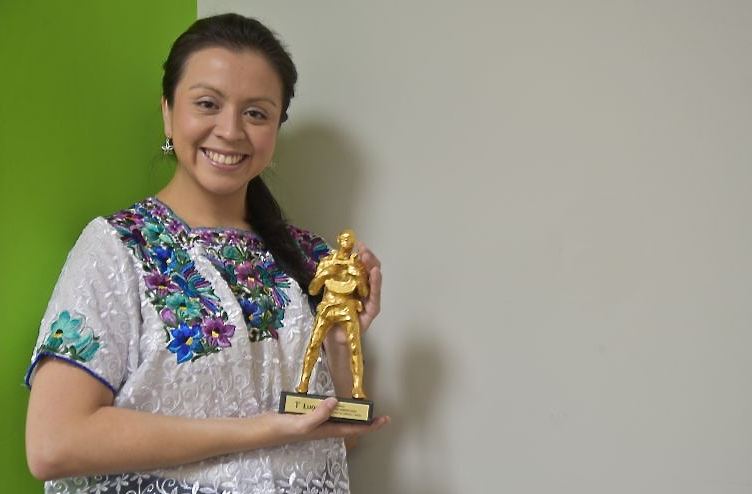
With the Gold Orpheus (Costa Rica, 2016)
Vai Adele từ Die Fledermaus
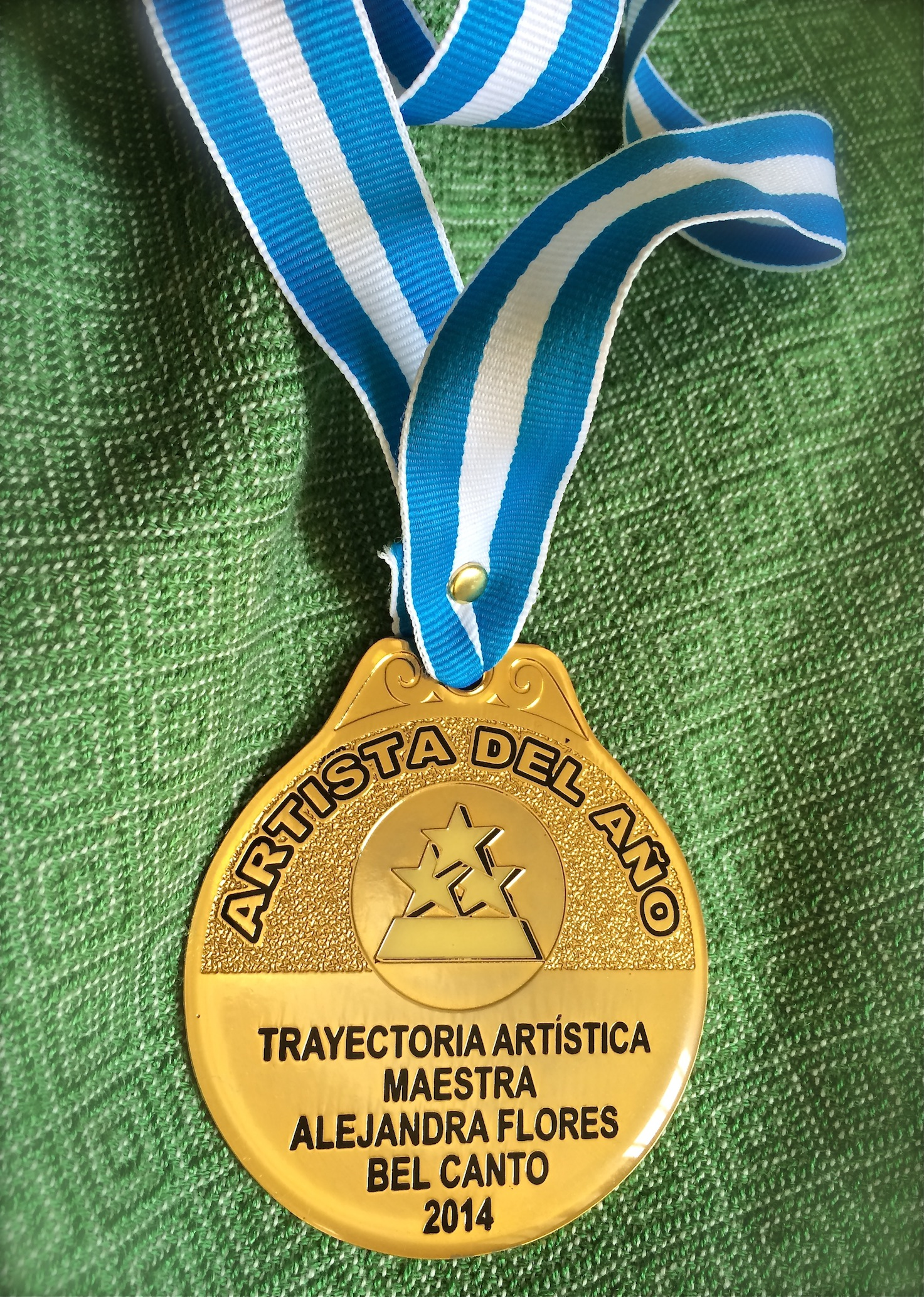
Giải Nghệ sĩ của năm 2014
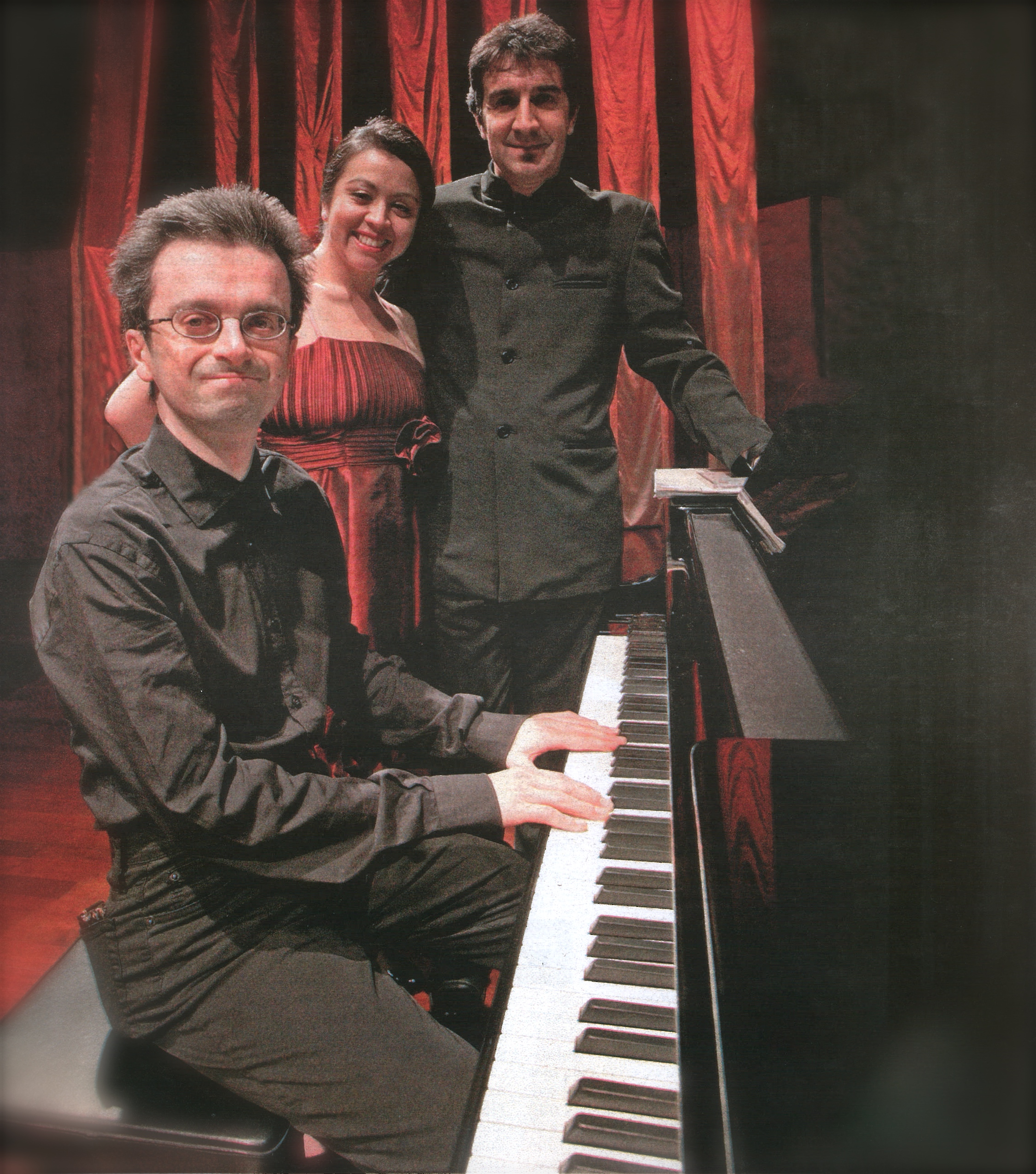
Hòa nhạc với Gianfranco Bortolato (oboe) và Andrea Bacchetti (piano)
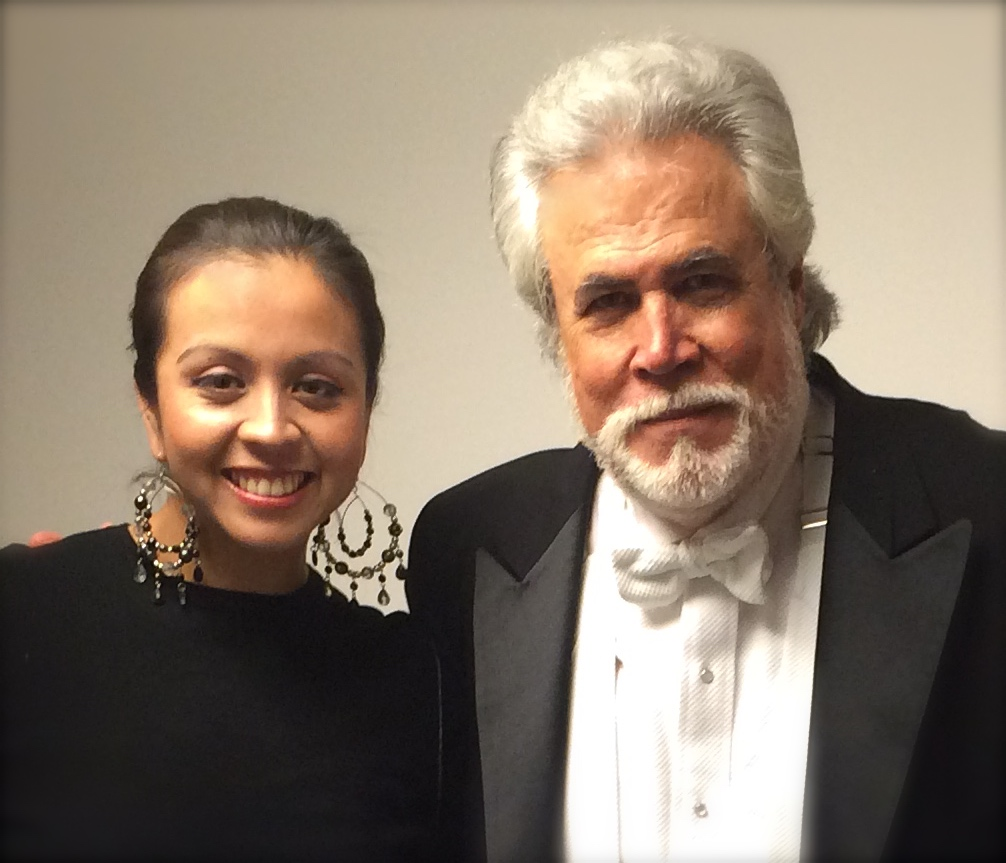
Tại buổi hòa nhạc tại JPAC, với nhạc trưởng Dennis Assaf